# Ca Lê Thuần
Ca Lê Thuần (1 tháng 4 năm 1938 – 20 tháng 1 năm 2017) là nhạc sĩ, nhà nghiên cứu âm nhạc, nhà sư phạm âm nhạc, đại biểu quốc hội người Việt Nam. Ca Lê Thuần được đánh giá là một nhà âm nhạc học và là nhà lý luận âm nhạc hàng đầu Việt Nam. Phần lớn các sáng tác, công trình nghiên cứu của ông đều có giá trị, đóng góp nhất định cho nền âm nhạc cách mạng Việt Nam. Nhiều công trình nghiên cứu của ông và các đồng nghiệp là nền tảng, được phát triển thành hệ thống giáo trình giảng dạy âm nhạc tại các cơ sở đào tạo âm nhạc Việt Nam về sau.

## Thân thế
Ca Lê Thuần sinh ngày 1 tháng 4 năm 1938 ở xã Tân Thành, huyện Mỏ Cày (nay là xã Tân Thành Bình, huyện Mỏ Cày Bắc) của tỉnh Bến Tre. Cha ông là giáo sư Ca Văn Thỉnh, một nhà giáo, người nghiên cứu lịch sử và là nhà văn có nhiều trọng trách trong Chính phủ Việt Nam thời kì Chiến tranh Đông Dương. Mẹ ông là một nhà giáo. Những anh chị em ruột của Ca Lê Thuần khi trưởng thành hầu hết đều hoạt động trong lĩnh vực văn hóa – nghệ thuật. Trong đó đáng chú ý là Lê Anh Xuân (tên thật là Ca Lê Hiến), một nhà thơ và là chiến sĩ Cách mạng. Trong một số tác phẩm âm nhạc, Ca Lê Thuần đã lấy cảm hứng hoặc phổ nhạc một số bài thơ của em trai mình. Ca Lê Thuần còn có em gái là nữ đạo diễn Ca Lê Hồng, em trai là họa sĩ Ca Lê Thắng.
Từ nhỏ, ông đã tỏ ra là người có năng khiếu âm nhạc và chơi một số nhạc cụ như mandolin, guitar, accordeon, saxophone. Những sáng tác đầu tay cho của Ca Lê Thuần là nhạc múa, tác phẩm phối dàn nhạc hoặc một số ca khúc. Những điệu hò vùng sông nước Bến Tre đã ảnh hưởng rất lớn đến ngôn ngữ âm nhạc của ông sau này.

## Sự nghiệp

### Những năm đầu
Sau hiệp định Genève năm 1954, ông tập kết ra miền Bắc Việt Nam ở tuổi 16. Ban đầu, ông làm diễn viên Đoàn Văn công Quân giới phân khu miền Tây Nam Bộ. Thời gian sau, ông chuyển về Đoàn Văn công quân đội Nam Bộ, sau đó là Đoàn Văn công Sư đoàn 330. Trong thời gian này, ngoài nhiệm vụ là diễn viên chơi một số nhạc cụ, ông đã mắt đầu mày mò tập sáng tác một số ca khúc hoặc viết phần nhạc cho các tiết mục múa. Nhằm đào tạo cán bộ cho khu vực Nam Bộ, năm 1956 Ca Lê Thuần được tổ chức đi học văn hóa tại trường bổ túc văn hóa Công Nông. Sau khi tốt nghiệp phổ thông, ông quyết định theo học âm nhạc từ năm 1957. Thời điểm này Trường âm nhạc Việt Nam vừa thành lập được 1 năm, ông lập tức trở thành học sinh khóa 2 chuyên ngành Sáng tác của trường.

### Du học và trở về nước giảng dạy
Từ năm 1954, Nhà nước Việt Nam đã cử rất nhiều thanh niên có năng khiếu âm nhạc đi học ở nước ngoài nhằm phát triển nền âm nhạc chuyên nghiệp của nước nhà. Do đó, năm 1959, Ca Lê Thuần được sang học sáng tác và lý luận tại Nhạc viện Odessa (thuộc Liên Xô cũ, nay là Ukraina). Năm 1964, do yêu cầu của Đảng và Nhà nước Việt Nam, Ca Lê Thuần về nước và tham gia công tác giảng dạy tại Trường Âm nhạc Việt Nam cùng nhiều lưu học sinh văn hóa – nghệ thuật đang được đào tạo ở nước ngoài. Vào thời điểm này, Trường Âm nhạc Việt Nam vẫn thành lập chưa được bao lâu, do đó đội ngũ giảng viên và chương trình, giáo trình cùng cơ sở vật chất còn thiếu thốn, tạm bợ. Ca Lê Thuần và nhiều nhạc sĩ ở nước ngoài về đã cùng nhau xây dựng các chương trình, giáo trình các môn kiến thức âm nhạc một cách bài bản tại đây.
Vốn được đào tạo chuyên sâu về kiến thức hòa thanh và phức điệu trong âm nhạc, Ca Lê Thuần đã có nhiều công lớn trong việc xây dựng chương trình của 2 môn học này ở Nhạc viện Hà Nội. Ông còn trực tiếp đào tạo sinh viên thuộc hai chuyên ngành này tham gia đội ngũ cho cả Nhạc viện Hà Nội và Nhạc viện Thành phố Hồ Chí Minh. Trong hoàn cảnh khó khăn ở nơi sơ tán khi Chiến tranh Việt Nam xảy ra, Ca Lê Thuần vừa làm công tác giảng dạy vừa tiếp tục công việc sáng tác. Từ năm 1965 đến năm 1968, Ca Lê Thuần đã viết trên 20 tiểu phẩm khí nhạc Prelude, Polyphonie, Fugue và đều trở thành những bài học trong giáo trình giảng dạy piano của Nhạc viện Hà Nội và Nhạc viện Thành phố Hồ Chí Minh.
Năm 1972, Ca Lê Thuần tiếp tục trở lại Nhạc viện Odessa để hoàn thành chương trình học đang dang dở. Trong thời gian này, ông hoàn thành một số tác phẩm khí nhạc cho đàn violin, piano, trong đó đặc biệt là tác phẩm giao hưởng "Dáng đứng Việt Nam" năm 1974. Ông tốt nghiệp Đại học chuyên ngành Lý luận âm nhạc với luận văn "Lý thuyết âm nhạc". Sau khi tốt nghiệp, ông về nước vào tháng 9 cùng năm và làm trưởng khoa Lý luận – Sáng tác – Chỉ huy tại Nhạc viện Hà Nội. Năm 1975, sau khi Việt Nam giành được độc lập hoàn toàn, Ca Lê Thuần trở về miền Nam để công tác tại Nhạc viện Thành phố Hồ Chí Minh. Ban đầu, ông làm trưởng khoa Lý luận – Sáng tác – Chỉ huy nhưng nhanh chóng trở thành phó giám đốc Nhạc viện này. Trong thời gian công tác tại đây, ông đã có nhiều đóng góp trong việc phát triển Nhạc viện từ cơ sở đào tạo âm nhạc chế đệ cũ thiếu chuyên nghiệp tới một trung tâm đào tạo âm nhạc lớn tại Việt Nam.

### Tham gia công tác Quốc hội
Ngoài công tác đào tạo, năm 1981 ông được bầu là Đại biểu Quốc hội Việt Nam khóa 7. Ca Lê Thuần còn tham gia công tác Đảng Cộng sản Việt Nam với tư cách là Phó trưởng ban Văn hóa – Văn nghệ trung ương và là Thành ủy viên, Trưởng ban Văn hóa – Văn nghệ trung ương Thành phố Hồ Chí Minh. Năm 1984, Ca Lê Thuần được nhà nước Việt Nam phong học hàm Phó giáo sư. Tuy tỏ ra bận rộn vì đảm nhận nhiều công tác quan trọng của Đảng và Quốc hội Việt Nam, song Ca Lê Thuần vẫn tham gia công việc sáng tác âm nhạc với tần suất thường xuyên. Từ năm 1987 đến năm 1997, Ca Lê Thuần liên tiếp làm đại biểu Quốc hội khóa 8, khóa 9 và là Phó Chủ nhiệm Ủy ban Văn hóa – Giáo dục thanh niên, Thiếu niên và nhi đồng của Quốc hội. Năm 1989, Ca Lê Thuần được giới nhạc sĩ Việt Nam bầu làm Tổng Thư ký Hội Nhạc sĩ Việt Nam khóa IV. Song song với công việc Quốc hội, từ năm 1991 đến năm 1996, ông là Giám đốc Sở văn hóa – Thông tin Thành phố Hồ Chí Minh. Cũng từ năm 1991, Ca Lê Thuần cùng nhạc sĩ Hồng Đăng quyết định hợp tác xuất bản “Tạp chí Âm nhạc” với một nhóm nhà báo của nhà văn Vũ Hạnh. Tạp chí cũng từng có thời gian đổi tên thành "Ca nhạc" và ra đều đặn mỗi tháng phát hành 1 số, nhưng sau đó đổi tên trở lại thành "Tạp chí Âm nhạc" và ra 3 tháng một số báo trước khi ngưng phát hành vào năm 1995.
Năm 1997, Ca Lê Thuần giữ chức Giám đốc Nhạc viện Thành phố Hồ Chí Minh. Từ năm 2001, ông là tổng thư ký Hội Âm nhạc Thành phố Hồ Chí Minh. Trong những năm đó, Ca Lê Thuần vẫn tiếp tục sáng nhiều ca khúc và hợp xướng. Năm 2014, Ca Lê Thuần ra mắt vở opera thứ 5 của Việt Nam mang tên "Người giữ Cồn" và được trình diễn tại Nhà hát Tây Đô (quận Ninh Kiều, Cần Thơ). Vở nhạc kịch này tiếp tục được tái dựng để công diễn nhân kỷ niệm 20 năm ngày Nhà hát Thành phố Hồ Chí Minh có buổi biểu diễn đầu tiên.

### Những năm cuối và qua đời
Tháng 11 năm 2016, em gái của Ca Lê Thuần, nghệ sĩ ưu tú Ca Lê Hồng thông báo rằng Ca Lê Thuần bị đột quỵ. Thời điểm này, ông mắc cùng lúc nhiều chứng bệnh về gan, thận, tim mạch, tai biến. Ca Lê Thuần qua đời tại Bệnh viện Thống Nhất, Thành phố Hồ Chí Minh vào ngày 20 tháng 1 năm 2017. Tại đám tang của ông có đông đảo ca sĩ, nhạc sĩ từng là học trò của Ca Lê Thuần đến viếng thăm. Thời điểm Ca Lê Thuần qua đời, vợ ông là Nghệ sĩ ưu tú Mỹ An cũng đang được chữa trị tại bệnh viện Hoàn Mỹ nên chưa biết thông tin chồng mình qua đời. Con gái duy nhất của hai người thời điểm đó cũng đang ở Vương quốc Bỉ

## Di sản
Ca Lê Thuần là chủ tịch Hội đồng nghệ thuật của giải Mai Vàng trong nhiều năm. Ông qua đời cùng ngày giải thưởng này được dự kiến tổ chức lần thứ 22 tại Thành phố Hồ Chí Minh. Cùng năm nhân dịp kỉ niệm 100 ngày mất của Ca Lê Thuần, Sở Văn hóa – Thông Tin phối hợp với Đài Truyền hình Thành phố Hồ Chí Minh đã tổ chức đêm nhạc “Việt Nam tiếng hát trái tim ta” diễn ra tối ngày 27 tháng 4 tại Nhà hát Thành phố Hồ Chí Minh. Đêm nhạc được Nghệ sĩ ưu tú Trần Vương Thạch và nhạc trưởng Trần Nhật Minh làm chỉ huy trưởng với 9 tác phẩm tiêu biểu của Ca Lê Thuần.

## Thành tựu
- Giải B của Hội Văn nghệ Giải phóng (1976)[18]
- Giải A của Vụ Âm nhạc và Múa (1980)[18]
- Giải Nhì của Hội Nhạc sĩ Việt Nam (1998)[10]
- Huy chương Vàng, Bạc trong Liên hoan Kịch múa Việt Nam lần thứ nhất (2001)[10]
- Giải thưởng Nhà nước về Văn học – nghệ thuật (2007)[20]

## Đánh giá về âm nhạc
Trong tác phẩm âm nhạc, ông thường xuyên áp dụng các chất liệu âm nhạc dân gian truyền thống Việt Nam và ứng dụng những suy nghĩ mới về lối tiến hành hòa thanh, phức điệu sao cho phù hợp với lối sử dụng điệu thức. Theo nhạc sĩ Nguyễn Văn Nam, tác phẩm của Ca Lê Thuần thường có nội dung gắn với lịch sử dân tộc Việt Nam, anh hùng dân tộc, ca ngợi tình yêu quê hương Việt Nam, và mang nhiều tính âm nhạc dân gian Nam bộ. Trong lĩnh vực lý luận âm nhạc chuyên nghiệp, Nguyễn Văn Nam cũng cho rằng Ca Lê Thuần là một nhà âm nhạc học và là nhà lý luận âm nhạc hàng đầu Việt Nam. Theo báo Quân đội Nhân dân, phần lớn các sáng tác, công trình nghiên cứu của Ca Lê Thuần đều có giá trị, đóng góp nhất định cho nền âm nhạc cách mạng Việt Nam. Nhiều công trình nghiên cứu của ông và các đồng nghiệp lúc bấy giờ là nền tảng, được phát triển thành hệ thống giáo trình giảng dạy âm nhạc tại các cơ sở đào tạo âm nhạc Việt Nam về sau.

### Sáng tác thanh nhạc
Ca Lê Thuần sáng tác nhiều tác phẩm hợp xướng với dàn nhạc giao hưởng. Các bản hợp xướng của ông thường mang âm hưởng ngợi ca với tính chất "trang trọng, thiết tha". Năm 1985, Ca Lê Thuần sáng tác bản hợp xướng "Nắng cảng Nhà Rồng" dựa trên lời thơ Giang Lam nhân kỷ niệm 10 năm Nam Bộ giải phóng. Tháng 9 năm 2000, ông sáng tác hợp xướng giọng Fa trưởng "Bài ca Việt Nam" mang tính chất "ngợi ca, âm hưởng mạnh mẽ, hào sảng" với nội dung chủ yếu là ca ngợi đất nước Việt Nam. Phần lời ca của bản hợp xướng này được Ca Lê Thuần lấy từ thơ của em trai mình, Lê Anh Xuân. Đến tháng 6 năm 2002, Ca Lê Thuàn tiếp tục hoàn thiện bản hợp xướng "Âm vang Bình Dương" gồm 3 chương dựa trên thơ của Lê Giang.
Hầu hết các bản hợp xướng của Ca Lê Thuần đều sử dụng đa dạng các thủ pháp phức điệu từ mô phỏng, ca non đến phức điệu tương phản để tạo nên sự đan xen giữa các bè. Trong những đoạn cả 4 bè cùng hát một phần lời, phần giai điệu của mỗi bè luôn có ựu khác biệt về cao độ nhằm tạo ra hiệu quả hòa thanh đầy đặn.

### Sáng tác khí nhạc thính phòng
Một trong những tác phẩm khí nhạc đầu tiên của Ca Lê Thuần là tác phẩm viết cho đàn piano có tiêu đề "Quê hương tôi trong máu lửa" hoàn thành năm 1963, về sau được đưa vào giáo trình giảng dạy bộ môn piano tại các nhạc viện ở Việt Nam. Concertino cho piano và dàn nhạc của Ca Lê Thuần hoàn thành năm 1986 nhân dịp Đại hội Đảng Cộng sản Việt Nam lần thứ 6 đã được công diễn trong nước cùng năm và tiếp tục được dàn nhạc giao hưởng hàn lâm thành phố Novosibirsk (Liên Xô cũ) biểu diễn. Năm 1998, nhân kỉ niệm 300 năm thành lập Sài Gòn – Thành phố Hồ Chí Minh, ông sáng tác bản fantasie cho kèn oboe và piano với sự thay đổi màu sắc hòa âm mới, được xem là một tác phẩm mang âm hưởng hiện đại và nhiều tính biểu cảm.

### Sáng tác vũ kịch
Sáng tác cho sân khấu kịch nói và kịch dân tộc cũng là một thể loại quan trọng trong sự nghiệp sáng tác của Ca Lê Thuần. Ca Lê Thuần có sự gắn bó lâu dài với những sáng tác nhạc cho múa và sân khấu vũ kịch, đồng thời có nhiều tác phẩm thành công ở thể loại này. Hai tác phẩm đáng chú ý của ông trong sáng tác vũ kịch là "Ngọc trai đỏ" và "Lục Vân Tiên và Kiều Nguyệt Nga". Trong hai tác phẩm này, âm nhạc mà ông sáng tác không những chỉ để minh họa cho phần múa mà còn giống một tác phẩm âm nhạc độc lập mang tính nghệ thuật "chất lượng cao". Sự thành công của 2 vở kịch này cũng khiến ông được coi là nhạc sĩ Việt Nam đầu tiên "kịch hóa nhạc giao hưởng". Cùng với việc sử dụng các chất liệu âm nhạc, thủ pháp sáng tác, nghệ thuật hòa âm phối khí, các nhân vật trong các vở vũ kịch của ông cũng dược thể hiện một cách rõ nét bởi những chủ đề âm nhạc.

## Tác phẩm

### Thanh nhạc – hợp xướng – nhạc kịch
- "Việt Nam – tiếng hát trái tim ta"
- "Thành phố lên đường"
- "Bài ca Việt Nam"
- "Mặt trời và niềm tin"
- "Âm vang Bình Dương"
- "Chào Sài Gòn – thành phố chiến thắng"
- "Đất của ta – trời của ta"
- "Dòng sông quê hương"
- "Bài ca An Giang"
- "Người giữ cồn"

### Khí nhạc – thính phòng – giao hưởng
- "Quê hương tôi trong máu lửa"
- "Những ngày đã qua"
- "8 Fugue cho piano và tứ tấu đàn dây"
- "12 prelude cho đàn piano"
- "Chủ đề và biến tấu cho đàn piano"
- "Sonata cho violin và piano"
- "Dáng đứng Việt Nam"
- "Concerto cho piano và dàn nhạc"
- "Âm thanh đồng bằng"
- "Giao hưởng thơ Rê thứ"
- "Fantasie cho oboe và piano"
- "Ballade Symphony"
- "Thành phố quê hương"
- "Bình minh"
- "Đêm thành phố"
- "Tiếng hát dòng sông"

### Vũ kịch
- "Người con gái đất đỏ"
- "Miền đất mới"
- "Dưới cờ Đảng quang vinh"
- "Bình minh trên bến bến cảng"
- "Gramma"
- "Ánh sáng và bóng tối"
- "Ngọc trai đỏ"
- "Lục Vân Tiên và Kiều Nguyệt Nga"